# Bjarte Engen Vik
Bjarte Engen Vik (n. 3 martie 1971, Comuna Tromsø, Troms, Norvegia) este un sportiv ce a reprezentat Norvegia, medaliat olimpic. A participat la 2 ediții ale Jocurilor Olimpice (1994, 1998) în care a câștigat două medalii de aur și o medalie de bronz.